# Kitzmiller, Maryland
Kitzmiller, Maryland (енгл. Kitzmiller) град је у америчкој савезној држави Мериленд.

## Демографија
По попису из 2010. године број становника је 321, што је 19 (6,3%) становника више него 2000. године.
| Група             | 2000.       | 2010.       |
| Белци             | 300 (99,3%) | 317 (98,8%) |
| Афроамериканци    | 0 (0,0%)    | 0 (0,0%)    |
| Азијати           | 0 (0,0%)    | 0 (0,0%)    |
| Хиспаноамериканци | 1 (0,3%)    | 1 (0,3%)    |
| Укупно            | 302         | 321         |